# Грот Кастере
Грот Кастере (исп. Gruta Helada de Casteret) (также известна как «Gruta Helada de Casteret») — известняковая ледяная пещера, расположенная в испанской части Пиренеев в регионе Арагон. Является частью национального парка Ордеса-и-Монте-Пердидо. Открыта в 1926 году Норбером Кастере. Пещера известна благодаря замерзшему озеру, расположенному в её Большом зале и другими ледяными образованиями.

## Описание
Пещера расположена на заснеженной горе, в ущелье Роланд. Пещера имеет широкий вход, от которого проход ведёт в «Большой зал» длиной 70, шириной 50 и высотой 4 метра. В зале расположено замёрзшее озеро, объём которого составляет 2000 м³. В конце зала возвышаются ледяные колонны. Проход в левой стене ведёт в зал «Мауде», где расположена 20-метровая ледяная стена «Ниагара».
От зала «Большой» тоннель с валунами на полу ведёт к 3-метровому подъёму, ведущему на поверхность. Ранее пещера продлевалась 100-метровым проходом, который теперь недоступен.
Попасть в пещеру можно через ещё один ход, «Пуйтс-Флоренс» глубиной 60 метров, расположенный в плато над пещерой.

## История
Пещеру открыл Норбер Кастере со своей семьёй (мать, жена и брат) в июле 1926 года. В сентябре того же года Норбер и его жена прошли пещеру от входа до выхода. Зал «Большой» был исследован в 1950 году. Ход «Пуйтс-Флоренс» был открыт в 1975 году клубом «Мартел».

## Геология и формирование
Пещера образована в известняках мелового периода. Вода попала в «Большой зал» — это конденсат. Объём льда здесь уменьшился со времени открытия пещеры. Лёд, расположенный в глубине пещеры, считается очень старым, предположительно сохранился с Четвертичного периода.

## Доступ
Доступ в пещеру регулируется управлением национального парка Ордеса-и-Монте-Пердидо. На входе в пещеру установлено ограждение. Некоторые спелеологи в составе 2 групп из 6 человек имеют доступ на посещение объекта в течение максимум 4 дней в году.